# ラディーノ語
ラディーノ語（ラディーノご、ladino）は、モロッコ・イタリア・バルカン半島・中東などに住む、スペイン系ユダヤ教徒・セファルディムのスペイン語方言と位置づけられる言語。ユダヤ・スペイン語（judeoespañol）、ジュデズモ語（dzhudezmo）とも言われる。
1492年、レコンキスタの結果グラナダが陥落し、イスラム教徒が追放されたが、イスラム教徒とキリスト教徒の仲立ち・潤滑油の役割を果たし、文明・文化の伝達役であったユダヤ教徒までもスペインから追放されることとなってしまった。この後、結果的にはスペイン経済の没落を招くことになった（同年ユダヤ教徒の末裔という説も一部にはあるクリストファー・コロンブスがアメリカ大陸を再発見している）。ユダヤ教徒はイタリア、バルカン半島、北アフリカなどに逃れたが、このスペイン語は15世紀末のスペイン語の特徴を一部そのまま残すといわれ、スペイン語歴史文法の研究上貴重な資料を残す。
イディッシュ語ほどユダヤ色は強くない。
なお、アメリカのピアニストであるマレイ・ペライアは、ギリシア系セファルディムの旧家の出であり、ニューヨークに生まれ育ったにもかかわらず、最初に覚えた言語はラディーノ語だったという。

## 歴史[1][2]
1492年以前のユダヤ人のスペイン語には、それ以外のスペイン語とは異なる言語的実態はなかったとされる。よって、ここではユダヤ人追放令以降のラディーノの歴史について記述する。

### 1492年のユダヤ人追放令直後
ユダヤ人追放令により、スペイン語を話すユダヤ人の多くが当時異教徒に対する寛容策をとっていたオスマン帝国領内に移住する。よって、移住先でラディーノを形成することとなる言語共同体(のちにセファルディと呼ばれる)がバルカン半島・トルコ・モロッコなどに離散した。

### 16～17世紀
ヘブライ語テキストのラディーノへの翻訳が盛んで、一般的なスペイン語とは異なる言語的実態が形成された。この言語が文学的表現に完全に使用できるという認識が広がる。
また、この時期、シャブタイ・ツヴィによるラビ学の厳格化により、ヘブライ語の使用頻度が低下する。

### 18～19世紀半ば
この言語による文学的な生産活動が活発になる。ラビ学の厳格化による宗教的知識の低下を防ぐためにラディーノによるユダヤ教育が実践されたことや、「Me'am Lo'ez」に代表されるような聖書注解書、詩など文学の発達により、この言語の知的レベルは上昇した。

### 近現代
オスマン帝国の解体に伴うバルカン半島諸国の独立などにより、セファルディ文化を尊重する気風が失われ、ラディーノは西洋化する。旧オスマン帝国領内に数多くのフランス系・イタリア系教育機関が設置されたため、セファルディの伝統的な教育システムは崩壊し、フランス語やイタリア語の要素がラディーノに流入した。
また、第二次世界大戦期間中のホロコーストによってバルカン半島のラディーノ話者人口は激減した。トルコやモロッコは中立を維持したため話者人口にはほとんど変化がなかった。
現在、イスラエルの建国やラディーノ話者の現地国家への統合により、ラディーノの社会的地位は低下しており、家族語としての使用が一般的となっている。

## 言語学的記述

### 形態論
現在時制および過去時制の規則動詞活用例。
|               | -er (komer: "comer")   | -ir (bivir: "vivir")   | -ar (favlar: "hablar") |
| ------------- | ---------------------- | ---------------------- | ---------------------- |
| yo            | -o : komo, bivo, favlo | -o : komo, bivo, favlo | -o : komo, bivo, favlo |
| tu            | -es : komes, bives     | -es : komes, bives     | -as : favlas           |
| el, eya       | -e : kome, bive        | -e : kome, bive        | -as : favla            |
| mozotros      | -emos : komemos        | -imos : bivimos        | -amos : favlamos       |
| vos, vozotros | -ésh : komésh          | -ísh : bivísh          | -ásh : favlásh         |
| eyos, eyas    | -en : komen, biven     | -en : komen, biven     | -an : favlan           |

|               | -er (komer)                        | -ir (bivir)                        | -ar (favlar)                       |
| ------------- | ---------------------------------- | ---------------------------------- | ---------------------------------- |
| yo            | -í : komí, biví, favlí             | -í : komí, biví, favlí             | -í : komí, biví, favlí             |
| tu            | -ites : komites, bivites           | -ites : komites, bivites           | -ates : favlates                   |
| el, eya       | -yó : komyó, bivyó                 | -yó : komyó, bivyó                 | -ó : favló                         |
| mozotros      | -imos : komimos, bivimos, favlimos | -imos : komimos, bivimos, favlimos | -imos : komimos, bivimos, favlimos |
| vos, vozotros | -itesh : komitesh, bivitesh        | -itesh : komitesh, bivitesh        | -atesh : favlatesh                 |
| eyos, eyas    | -yeron : komyeron, bivyeron        | -yeron : komyeron, bivyeron        | -aron : favlaron                   |

### 音声的特徴
- 語頭 #F を残す
  - ラテン語 filius（息子）
    - ラディーノ語 fijos（フィージョス）

  - カスティーリャ語 hijos（イホス）
- /v/と/b/の弁別を残す（カスティーリャ語・カタルーニャ語では中性化。ポルトガル語およびバレンシア語には存在する）。
- 語頭/r/は、日本語と似た弾き音である（カスティーリャ語ではふるえ音）。
- {ll} [j]
  - {ll} > 0/前母音(i, eなど)
- /z/（"c"）の残存
- /s/（"x"）の残存
- /zh/の残存
  - fijos（フィージョス、前出）
- /sh/の残存
  - vishoz（ブィーショズ、後入）
- /dz/（"s"）は残っていない
- /ts/（"z"）は残っていない

その他、ヘブライ語の発音のために独特な音素を持つ；
- Yerushalayim（エルサレム）
- "Vos que sosh padre rachman..."（高くにおられる恵み深き父よ）

なお、現代イスラエルのヘブライ語にはセファルディム式が公用語として採用された（mattzah, pl.mattzot〈「マッツァー」〉など。アシュケナジム式ではmattzoh, mattzos）。